# Кобели (Киров)
 Кобели — деревня в Кировской области. Входит в состав муниципального образования «Город Киров»

## География
Расположена на расстоянии примерно 9 км по прямой на юг-юго-запад от железнодорожного вокзала станции Киров.

## История
Известна с 1678 года как починок Кырысовской с 3 дворами, в 1764 25 жителей, в 1802 7 дворов, в 1873 здесь (деревня Крысовская  или Кобели) дворов 10 и жителей 82, в 1905 17 и 93, в 1926 (Кобели или Крысовская) 16 и 89, в 1950 18 и 70, в 1989 16 жителей . Административно подчиняется Ленинскому району города Киров.

## Население
Постоянное население составляло 3 человека (русские 100%) в 2002 году, 5 в 2010.